# Петешбатун
Петешбату́н (исп. Laguna Petexbatun) — озеро в муниципалитете Саяшче, департамент Эль-Петен, Гватемала. Площадь озера составляет 5,4 км².

## Физико-географическая характеристика

### География
Площадь озера составляет 5,4 км². Высота над уровнем моря — 130 м. Вытянуто на около 5 км с севера на юг и на около 2 км с запада на восток. Средняя глубина варьируется в пределах 2—3 метрах, отдельные участки достигают 30 метров.
В южную часть озера впадает ручей Агуатека, а из северной вытекает река Петешбатун, приток Ла-Пасьона. На восточном берегу озера расположены два небольших залива, Энсеньяда-де-Тасисталь и Энсеньяда-де-Каррисаль. На западной части озера находится крупный полуостров, на восточной части которого находится археологический памятник Пунта-де-Чимино. Также на западном берегу расположены деревни Эль-Файсан и Санта-Алисия. Озеро окружено тропической сельвой, северный и западный берега заболочены.

### Флора и фауна
Ихтиофауна озера представлена видами Astyanax aeneus, Brycon guatemalensis, Atherinella alvarezi, сарганощукой, Carlhubbsia kidderi, Gambusia sexradiata, Poecilia mexicana, зелёным меченосцем, Cichlasoma bifasciatum, Cichlasoma helleri, Cichlasoma pearsei и Petenia splendida.
Среди земноводных в озере обитают носатая жаба, прибрежная жаба, жаба-ага и Rana berlandieri, а также виды рода свистуны. Среди пресмыкающихся обитают мексиканская черепаха, крестогрудая черепаха, красноухая черепаха и мексиканский полосатый василиск. Среди птиц цапли, пеликаны, мускусная утка, древесные утки и коршун-слизнеед.
На берегах озера растут 109 видов деревьев.

## История
В районе Петешбатун поселились первые майя. Самые ранние свидетельства поселений около озера датируются ранним доклассическим периодом (ок. 2000—900 годов до н. э.). Причиной заселения берегов озера была плодородная почва и доступ к питьевой воде. Однако в конце доклассического периода местность вокруг озера подверглась последствиями подсечно-огневого земледелия. В частности, поверхность почвы подверглась эрозии, так как были вырублены все леса. Снижение продуктивности полей привело к нехватке пахотных земель, вследствие чего население переселялось на более высокие земли.
В классический период (около 250—900 годов н. э.) вблизи озера располагался город Тамариндито. В VIII—начале IX века наступило быстрое сокращение населения около озера.

## Население
На берегах озера располагался ряд городов майя: Сейбаль, Ицан, Дос-Пилас, Агуатека, Тамариндито, Пунта-де-Чимино, Насимиенто и другие.